# Gens Asinia
Die gens Asinia (deutsch Asinier) war eine ursprünglich plebejische Familie (gens) im Römischen Reich, die das Gentilnomen Asinius führte. Ihre Vertreter sind ab dem 1. Jahrhundert v. Chr. bezeugt.
Die Familie stammte aus Teate Marrucinorum (dem heutigen Chieti). Bekannt wurde vor allem der in der späten Republik und frühen Kaiserzeit lebende Politiker und Historiker Gaius Asinius Pollio. Seit der Ära des Kaisers Augustus gehörten die Mitglieder des gens zu den Patriziern. Von einem Träger des Namens Asinius leitet die italienische Stadt Assignano ihren Namen ab.

## Bekannte Vertreter
- Asinius Lepidus, römischer Statthalter, 2. und 3. Jahrhundert
- Asinius Pollio von Tralles, römischer Redner, Freigelassener des Konsuls 40 v. Chr.
- Asinius Quadratus, römischer Geschichtsschreiber des 3. Jahrhunderts
- Gaius Asinius Lepidus Praetextatus, römischer Konsul 242
- Gaius Asinius Gallus, römischer Konsul 8 v. Chr.
- Gaius Asinius Pollio (Konsul 40 v. Chr.), römischer Politiker, Redner, Dichter und Geschichtsschreiber
- Gaius Asinius Pollio (Konsul 23), römischer Politiker, Sohn des Gaius Asinius Gallus
- Marcus Asinius Agrippa, römischer Konsul 25
- Marcus Asinius Atratinus, römischer Konsul 89
- Marcus Asinius Marcellus (Konsul 54), römischer Konsul
- Marcus Asinius Marcellus (Konsul 104), römischer Konsul
- Marcus Asinius Pollio Verrucosus, römischer Konsul 81
- Quintus Asinius Acilianus, römischer Offizier, 1. Jahrhundert
- Servius Asinius Celer, römischer Suffektkonsul 38